# Stratford (Califòrnia)
Stratford és una concentració de població designada pel cens dels Estats Units a l'estat de Califòrnia. Segons el cens del 2000 tenia 1.264 habitants.

## Demografia
Segons el cens del 2000, Stratford tenia 1.264 habitants, 292 habitatges, i 259 famílies. La densitat de població era de 697,2 habitants/km².
Dels 292 habitatges en un 64,4% hi vivien nens de menys de 18 anys, en un 74,3% hi vivien parelles casades, en un 9,9% dones solteres, i en un 11% no eren unitats familiars. En el 8,2% dels habitatges hi vivien persones soles el 4,5% de les quals corresponia a persones de 65 anys o més que vivien soles. El nombre mitjà de persones vivint en cada habitatge era de 4,33 i el nombre mitjà de persones que vivien en cada família era de 4,57.
Per edats la població es repartia de la següent manera: un 40,8% tenia menys de 18 anys, un 11,7% entre 18 i 24, un 26,4% entre 25 i 44, un 15,7% de 45 a 60 i un 5,3% 65 anys o més.
L'edat mediana era de 24 anys. Per cada 100 dones de 18 o més anys hi havia 106,6 homes.
La renda mediana per habitatge era de 29.205 $ i la renda mediana per família de 35.481 $. Els homes tenien una renda mediana de 33.750 $ mentre que les dones 28.125 $. La renda per capita de la població era de 9.790 $. Entorn del 20,2% de les famílies i el 24,8% de la població estaven per davall del llindar de pobresa.

## Poblacions més properes
El següent diagrama mostra les poblacions més properes.